# 1317
1317 (MCCCXVII) je bilo navadno leto, ki se je po julijanskem koledarju začelo na soboto.

## Dogodki
- Konec Velike lakote 1315-17 v regijah zahodne in severne Evrope, vendar se s tem problemi ne končajo. Večina semenskega zrnja je použita, prav tako je iz preživelih ostankov težavno vzrediti novo plemensko in delovno živino. Stanje kroničnega pomanjkanja se nadaljuje še do leta → 1325, ko je zaloga hrane toliko zadovoljiva, da začne populacija ponovno rasti. Velika lakota pogubi na prizadetih območjih med 10 in 25% prebivalstva. Meja lakote je bila na Alpah in Pirenejih, zato je zelo verjetno, da slovenskega ozemlja ni neposredno prizadela.
- 9. januar - Reims: kronanje Filipa V. za francoskega kralja. Tega leta Filip V. pridobi s spletkami tudi nadzor nad žepno kraljevino Navaro.[1]
- 9. november - Umrlega mladoletnega sicilsko-aragonskega princa in hkrati vojvodo Aten Manfreda nasledi mlajši brat Vilijem II.. Regent ostaja stric Alfonso Fadrique.
- 24. november - Sporazum iz Templina: med danskim kraljem Erikom VI.[2] in brandenburško mejno grofijo je sklenjen mirovni sporazum v škodo druge.
- 10. december - Švedski kralj Birger Magnusson, ki ga deset let žalita in nadzirata močnejša brata, doživi svoj trenutek zmagoslavja. Oba brata zapre v temnico, kjer z njima ravna zelo kruto. 1318 ↔
- Bavarski vojvoda in pfalški grof Rudolf I. Wittelsbaški popusti pred vsiljivim bratom in nemškim kraljem Ludvikom Bavarcem ter mu preda Vojvodino Zgornjo Bavarsko in Palatinsko rensko grofijo. Oboje naj bi po zagotovilu kralja dobil vrnjeno, ko bi Wittelsbaški premagali Habsburžane v boju za nemško krono, kar pa se ne zgodi, saj Rudolfa I. čez dve leti (→ 1219) prehiti smrt.
- Pomorjansko mesto Schlawe prevzame zakone[3] mesta Lübeck in se tako pridruži Hanzeatski zvezi.
- Aragonski-sicilski kralj Friderik III. in neapeljski kralj Robert Anžujski skleneta trhel mirovni sporazum, ki začasno prekine tradicionalne sovražnosti.
- Papež Janez XXII. izobči voditelje spritualnih frančiškanov oz. fraticellov, ki so z rigoroznostjo zagovarjali uboštvo.↓
- → Papež Janez XXII. nastavi Jacquesa Fournierja za novega škofa Pamiersa, mesta mesta ob vznožju Pirenejev v južni Franciji, kjer katarstvo še ni izkoreninjeno. Novi škof se nemudoma loti posla z ustanovitvijo lokalne inkvizicije, ki je nasilna do te mere, da si odtuji tudi pravoverno prebivalstvo. 1321 ↔
- Puč med rodoškimi vitezi hospitalci, ki odstavijo nepriljubljenega velikega mojstra Foulquesa de Villareta in za novega, nepriznanega, imenujejo Maurica de Pagnaca. Foulques de Villaret se namreč pritoži papežu nad legalnostjo postopka. 1319 ↔
- Rusija: spor med tverskim knezom Mihaelom Jaroslavičem in moskovskim knezom Jurijem Danilovičem za prevlado v mestu Novgorod. Tverski knez Mihael nepremišljeno ugrabi ženo Jurija Daniloviča, ki je sestra kana Zlate horde Uzbeka. Na nesrečo tverskega kneza mu ujetnica umre v ujetništvu, kar razsrdi Uzbek-kana. 1318 ↔

- Tajski kralj kraljestva Lanna Mangrai doživi precej bizarno nesrečo, ko vanj udari strela sredi tržnice med množico. Kraljevi smrti sledi obdobje zmede, ko naslednjih enajst let vlada šest kraljev, kar bi bilo pogubno, če ne bi imele močnejše sosede tudi svoje lastne probleme.

## Rojstva
- 7. september - Simeon Ivanovič, veliki moskovski in vladimirski knez († 1353)

Neznan datum
- Blanka Valoiška, francoska princesa, češka in nemška kraljica († 1348)
- Ivan Aragonski, atenski vojvoda, sicilski regent († 1348)
- Marijan IV., sardinski vladar Arboreje († 1375)

## Smrti
- 21. september - Viola Elizabeta Tešinska, poljska princesa, madžarska, češka in poljska kraljica (* 1291)
- 8. oktober - cesar Fušimi, 92. japonski cesar (* 1265)
- 9. november - Manfred Atenski, sicilsko-aragonski princ, vojvoda Aten (* 1306)
- 28. november - Yishan Yining, kitajski zen budistični menih in popotnik (* 1247)
- 24. december - Jean de Joinville, francoski kronist (* 1225)

Neznan datum
- Henry Harclay, angleški filozof (* 1270)
- Madhva, indijski hindujski filozof in guru (* 1238)
- Mangrai, kralj severnotajskega kraljestva Lanna (* 1238)
- Robert Clermonški, grof Clermonta (* 1256)